# Сражение при Слёйсе (1603)
Сражение при Слёйсе — морское сражение 26 мая 1603 года между голландским флотом адмирала Йоста де Мора и испанским королевским флотом Федерико Спинолы в рамках Восьмидесятилетней войны.

## Битва
Федерико Спинола был капером на службе испанского короля. При осаде Остенде его небольшой флот серьезно пострадал, и Спинола привел свои корабли в Слёйс для ремонта. Вскоре после этого голландский флот блокировал порт.
26 мая Спинола, воспользовавшись штилем, вывел свой флот и атаковал голландские корабли. Под его командой было восемь больших и четыре малые галеры с экипажем из 250 гребцов и 200 солдат.
В разгар сражения построенный в Дордрехте голландский Zwarte Galei под командованием капитана Микелсзона протаранил две большие испанские галеры. Испанцы попытались выйти из боя, но были остановлены прицельным огнём из пушек и были вынуждены продолжить бой, перетекший вскоре в абордажную атаку голландцев. Флагман де Моора был атакован двумя испанскими галерами, но испанцы не смогли подойти к нему близко для абордажа.
После часового боя испанский флот отступил в порт Флиссинген, откуда, сильно поврежденный, вернулся в Слёйс. Капитан Спинола был смертельно ранен. Де Моор также получил ранения, но выжил.
Это сражение было единственным сражением во время Восьмидесятилетней войны, в котором с обеих сторон участвовали галеры.